# Marel
Marel é uma variante do jogo da velha, embora com mais opções. É da família dos jogos conhecidos como "Merels", da qual descende também o jogo de "trilha" ou "moinho", que Nigel Pennick, no seu "Jogos dos Deuses" chama de "Nine Men's Morris". Em todos, a finalidade é a mesma, ou seja, colocar três peças em linha. Num tabuleiro com linhas horizontais, verticais e diagonais, os jogadores vão colocando uma peça por vez. Em algumas variantes, o número de peças é de 9, como, obviamente, no caso do "Nine Men´s Morris". Em outras, são 3 ou 5 peças. Após esta fase, os jogadores podem movimentar as suas peças, uma por vez, até uma intersecção de linhas. Ganha quem colocar as suas peças em linha, seja na horizontal, vertical ou diagonal. Jogo antigo, praticado no Oriente com o nome de "jogo de três caminhos".
A sua origem é certamente bem mais antiga. O desenho do tabuleiro foi encontrado em cavernas pré-históricas em Warscheueck, na Áustria e em uma caverna de Fontainebleu na França. Encontrou-se tabuleiro no Egito, datadas de 1400 a.C., Sri Lanca (10 a.C.) e no navio viquingue Gokstad, do ano 900.
Já o nome "Merels", derivaria do latim "merellus" que significa ficha, conta ou moeda. No País Basco, jogo é conhecido como "Lez-marellas", que significa "mas das ilhas".
Devido as qualidades do jogo, que pode ser traçado na terra, por exemplo, e das peças, já que pode ser jogado com pedras, feijões, pedaços de madeira ou ou material qualquer, são raros os tabuleiros antigos.

## No Brasil
O Marel é produzido no Brasil pela L. P. Septímio.